# Uvaria comperei
Uvaria comperei là loài thực vật có hoa thuộc họ Na. Loài này được Le Thomas miêu tả khoa học đầu tiên năm 1968.